# David Kelly (skådespelare)
David Kelly, född 11 juli 1929 i Dublin, död 12 februari 2012 i Dublin, var en irländsk skådespelare.

## Filmografi (urval)
- 1970 – I galen tunna - Tom Maguire
- 1975 - Pang i bygget
- 1983 – Röd monark - Sergo
- 1986 – Pirater - Kirurgen
- 1992 – Hästen från havet - Morfar Ward
- 1995 – The Run of the Country - Fader Gaynor
- 1998 – Lottomiljonären - Michael O'Sullivan
- 2000 – Gröna fingrar - Fergus Wilks
- 2001 – Mean Machine - Doc
- 2004 – Agent Cody Banks 2: Destination London - Trival
- 2005 – Kalle och chokladfabriken - Farfar Johan
- 2006 – Kovac Box - Frank Novak